# 太原五百完人

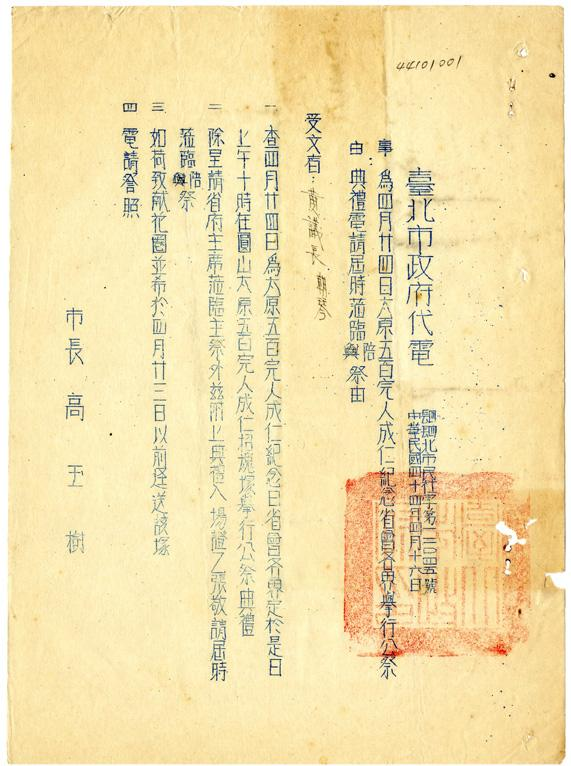
1955年，臺北市政府電令為太原五百完人成仁紀念

太原五百完人，指1949年第二次国共内战之太原戰役中，梁敦厚等在事後被認定自戕殉国就義的五百人。然而之后学者考证，因自杀而死亡者只有46人，部分受祭祀的死亡者事實上在1980年代仍然健在於中國。此外，其中也包括化名為中國人的山西残留日本军队。
1951年，紀念該事件的「太原五百完人歷史建築群」落成於台北市劍潭山。

## 經過

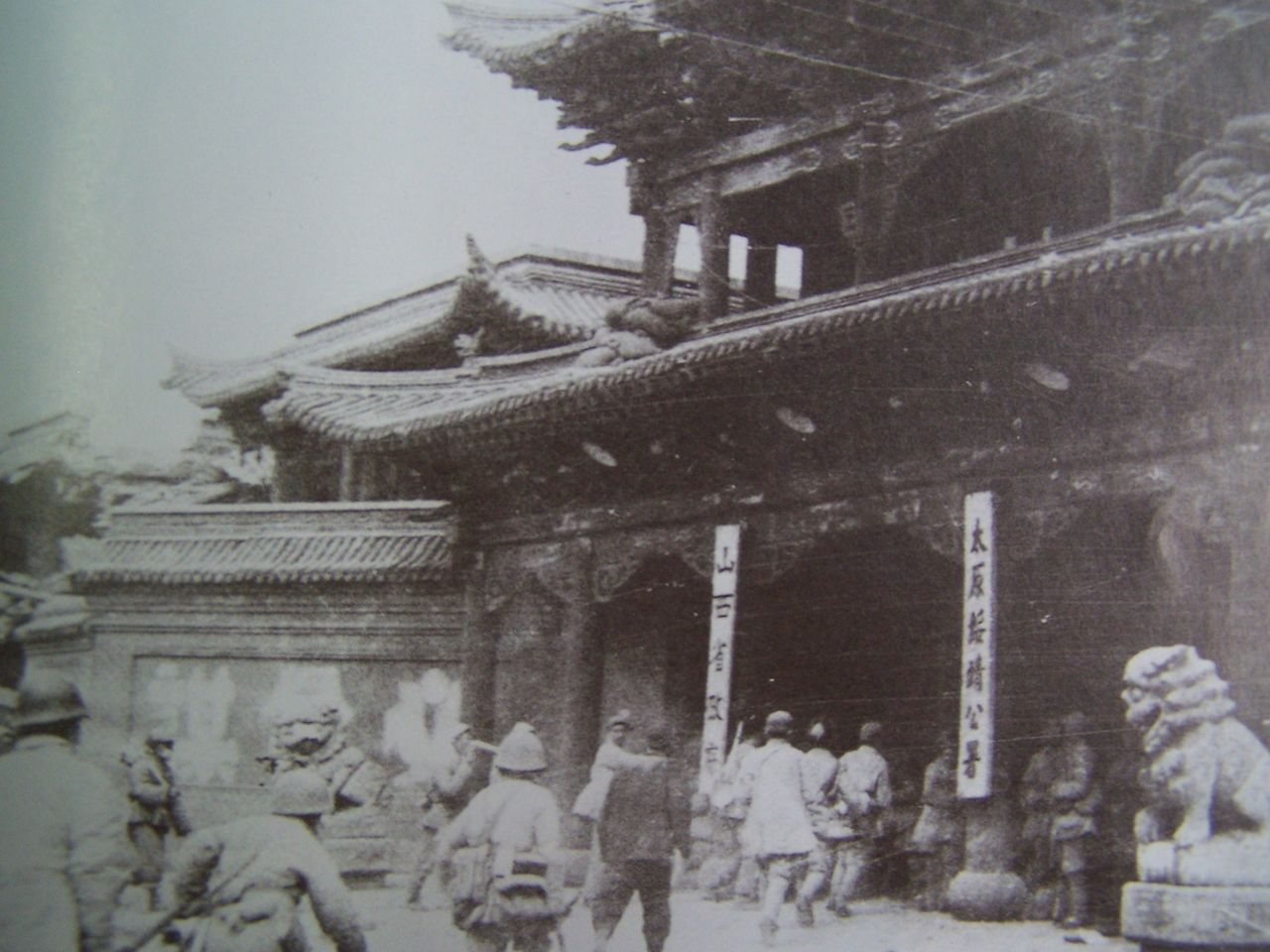
1949年4月24日太原战役中解放军攻入山西省政府大楼

1945年底起，中国抗日战争剛結束，在第二次国共内战初期，阎锡山派遣部队进军晋东南接收，遭到八路军晋冀鲁豫野战军伏击，在上党战役中閻錫山所部幾乎全沒。閻氏此後在山西转入守势。1947年，中國人民解放军太岳军区一线主力部队在陈赓指挥下，与解放军晋绥军区王震的第359旅配合下，发动运城战役，歼灭据守运城的胡宗南所部，从战略、战役态势上切断了太原阎锡山集团与陕西关中胡宗南集团联系。阎锡山所部成了深陷山西解放区的孤军。1948年春，经过漫长围困战之后，徐向前率领的解放军晋冀鲁豫军区二线部队解放临汾，阎锡山失去了山西外围控制，被迫收缩在晋中平原。徐向前率晋冀鲁豫军区部队不顾临汾战役的疲劳，连续作战发动了晉中戰役，歼灭阎锡山机动部队近10万人。此战后，阎锡山所属军队困守太原市及市郊。1948年10月5日，徐向前指挥的由晋冀鲁豫军区二线部队编成的华北第一兵团，及晋绥第七纵队、以及晋中军区地方部队，发起了太原戰役。在太原市东郊的四大核心防御阵地解放军与阎军反复极为激烈的争夺，解放军损失极为惨重。此时三大战役处于决战高潮，中央军委指示徐向前转入围城状态，休整军队。
1949年元旦，時任中華民國總統蒋介石发表求和新年讲话，宣布引退，由時任中華民國副總統李宗仁出任代总统。李随即派出代表团与中国共产党展开和谈。1949年1月22日，北平傅作义通电和平起义，中国共产党占领北平后，隨即把原属于晋察冀的华北第2兵团、第3兵团调往山西太原，并派遣进关的东北野战军炮兵第一师增援太原前线。但此时由于全国处于和平谈判状态，太原前线战事停息。3月28日，中华民国代总统李宗仁致电阎锡山，以国共和谈即将开始为由，请其赴南京，次日阎即乘飛機前往南京。他临行前宣布，在他离开期间，由山西省代主席梁敦厚及王靖國、孫楚、赵世玲、吴绍之等5人小组负责山西事务。
4月9日，解放军開始對太原外圍展開拔点作战，兵临太原城墙之下。4月21日，北平和谈破裂，太原前线解放军，包括第18兵团、第19兵团、第20兵团、一野第7军、晋绥军区与晋中军区地方部队，發動了突破太原城墙的總突击。进攻发起后不到20小时，即4月22日，太原城郊的國軍被殲滅，約佔太原守軍總兵力80%，但太原守軍仍拒不投降。
4月24日，解放军進逼山西省政府大樓，梁敦厚和閻錫山堂妹閻慧卿在省政府钟楼地下室服毒自杀。副官柏光元遵其遺命縱火焚毀了屍體。解放军入城後只於灰燼中尋獲梁敦厚之水晶名章一方、腿骨一塊，閻慧卿的戒指一枚。
在解放军攻占太原后，阎锡山手下包括王靖国、孙楚、赵世玲等人在内的大部分军政人员均被俘虏。

## 名單制定及紀念

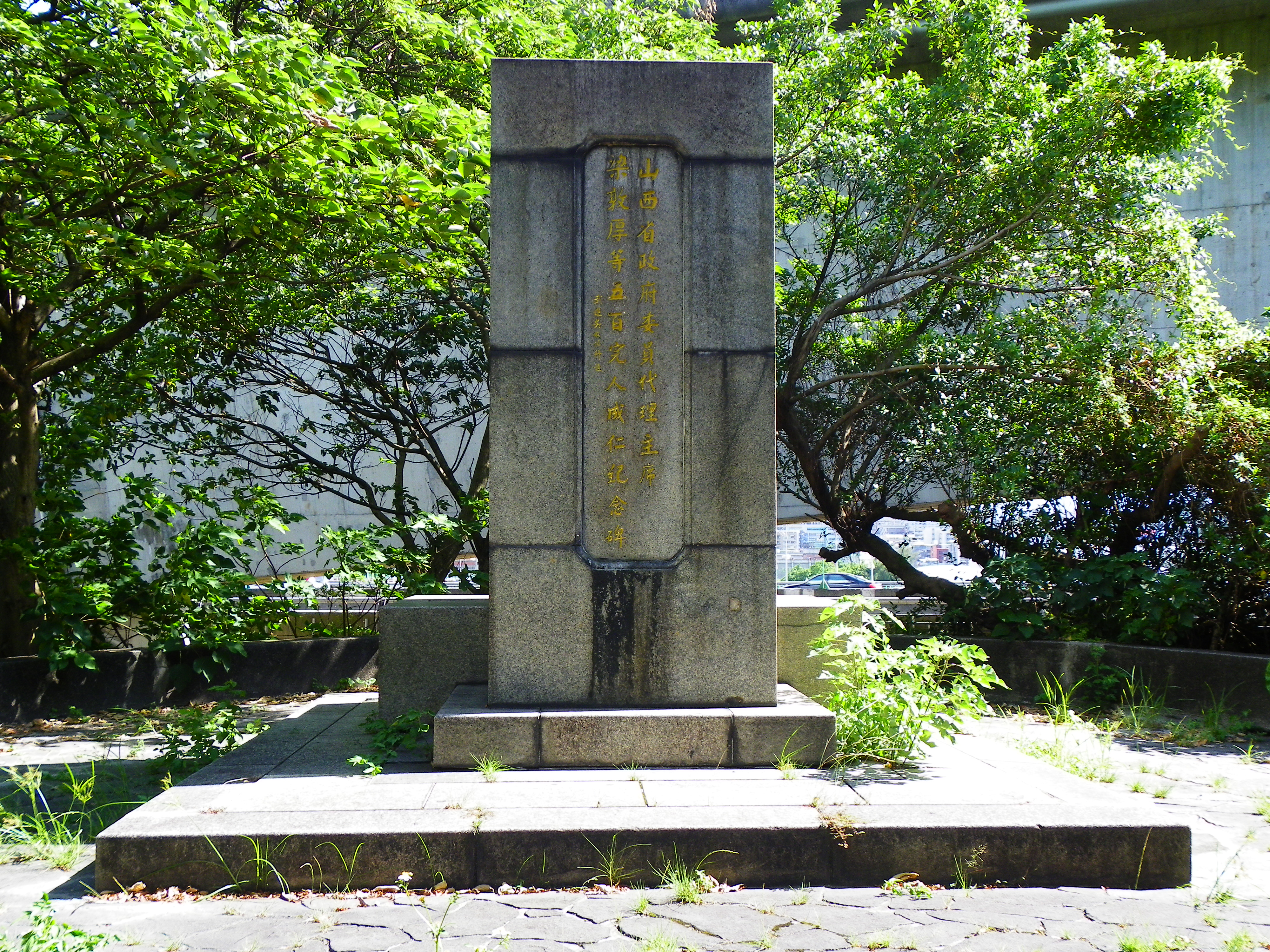
山西省政府委員代理主席梁敦厚等五百完人成仁紀念碑，位于臺北市中山區劍潭山。

閻慧卿自戕之前，曾有梁敦厚代筆寫下《閻慧卿致閻錫山的絕命電》，經吳紹之潤色後拍發給當時在上海的閻錫山，電文中有一句「同仁五百，成仁火中」。閻錫山日後在台灣依該電文的這句話編寫出了「太原五百完人」名單，以宣傳以梁敦厚為首的「太原五百完人」的殉城事跡。1949年10月30日，立法委員吳延環等36人在立法院第四會期第二次會議中臨時提議諮請行政院會議建立「太原五百完人成仁招魂塚」並獲得通過。
1950年3月行政院訓令中華民國財政部墊款新臺幣二十萬元，臺灣省政府撥地，於臺北市劍潭山山麓建立牌坊、紀念碑、紀念堂、招魂塚等紀念建築群。附帶一提，招魂塚的的設立地點是日治時期的「警察官招魂碑」的所在地。
1951年2月19日舉行落成典禮，時任中華民國總統蔣中正親自率領行政院院長陳誠、立法院院長劉健群、司法院院長王寵惠、考試院院長鈕永建、監察院院長于右任、總統府資政閻錫山、國防部部長袁守謙、參謀總長周至柔、陸軍總司令孫立人、臺灣省政府主席吳國楨、臺北市市長吳三連等軍政首長前往致祭，閻錫山贈「先我而死」匾額，另撰寫「太原五百完人成仁紀念碑」碑文、祭文，以及《太原五百完人歌》；孫立人則為塚題詞，蔣中正則贈「民族正氣」，蔣經國贈「齊烈流芳」
「太原五百完人紀念建築群」落成後交由中華民國內政部管理，1958年轉交台北市政府，1988年管理者變更為臺北市政府民政局。
1970年3月29日，「太原五百完人」奉核定入祀忠烈祠。2009年3月26日，臺北市政府文化局公告「太原五百完人紀念建築群」為市歷史建築。
1979年，台北市的山西文獻社編印了《太原五百完人成仁三十周年紀念》一書，敘述五百完人事件經過與建招魂塚的過程，並列明了五百人名單。

### 太原五百完人歌
民族有正氣，太原出完人
海天萬里招忠魂，歌聲悲壯動三晉
何以為完人？生而能殺賊，死而不留身，大節凜然表群倫！
誰能為完人？男學梁敦厚，女學閻慧卿，死事壯烈泣鬼神，赴湯蹈火全忠貞！
救國救民重死生，五百完人齊盡節，太原今日有田橫！
民族有正氣，太原出完人
日月光華耀國門，萬古流芳美名存 

### 編入中小學課本
太原五百完人的事跡曾編入中華民國中小學的教科書，教育學生愛國反共的觀念。原中學歷史課本第三冊中有：「……四月，太原失守，山西省代主席梁敦厚等文武官員五百餘人集體自殺殉國，是為太原五百完人，寫下戡亂戰史中最悲壯的一頁。」
原小学国语课本第八册第九课《太原五百完人》写道：
民国三十八年四月二十四日，是我们中国人难忘的一个日子，因为在这一天，山西省的太原市，发生了一件壮烈的大事。 
那时候，共匪背叛国家，到处攻击政府的军队。山西省的省会太原市，受到共匪六十万人的围攻。省政府代理主席梁敦厚先生，亲自率领官兵守城。共匪知道城里军队很少，仗着自己人多，对守军发动猛攻。炮声隆隆，喊声震天。守城的士兵，在枪林弹雨中奋勇作战，虽然伤亡很多，还是不肯退出太原市。后来，子弹没有了，粮食吃完了，再也没有力量守下去了。
梁代主席早已决心为国牺牲。他不怕死，但是更希望以他的死来唤醒全国同胞，使大家能够坚定意志，永远不向邪恶的共匪屈服。他和几百名忠贞的同志，齐集省府大楼，全体自尽。部下遵照他留下的命令，放火烧楼，不让共匪侮辱他们的遗体。
还有警察局局长师则程，率领部下和共匪进行巷战，直到最后一刻。他的全家，以及七八十名部下，也都同时自尽。
这件事情，立刻震惊全国。人人都为他们忠贞完美的人格所感动，同时也认识了共匪的邪恶。当日为国牺牲的壮士一共有五百人，所以大家尊称他们为“太原五百完人”。现在位于台北市圆山的“五百完人冢”，就是为了纪念他们而建立的。 

自1996年以後，關於此事件的內容已不再收入中小學教科書中。

## 真相調查

### 中国大陆
1949年5月23日，梁敦厚的副官柏光元寫成《梁化之死的经过》，對於梁敦厚及阎惠卿二人的死亡經過有詳細的描述。
由於1980年代前海峽兩岸長期缺乏交流，直到1983年中国大陆方面的文史研究人员才看到山西文献社編印的《太原五百完人成仁三十周年纪念》，並通过該书才了解到此事。此後经过五年调查，1988年11月，《山西文史資料》第六十輯刊載了山西省政协文史资料研究委员会办公室副主任刘存善撰写的《太原五百完人調查報告》，認为「太原五百完人」中的自殺死亡者大多是太原綏靖公署特種憲警指揮處的成員，自杀者及被胁迫自杀或其他原因与自杀者同归于尽者只有46人。調查報告將其所查証到的太原易手之時“确认特警处首要特务分子有46人自杀”的詳細信息進行了公佈。這46人中，僅有十多人被《太原五百完人成仁三十周年纪念》收錄於「太原五百完人」名單中，刘存善的结论是——太原五百完人是阎锡山炮制出来的谎言，之所以要夸大为500人，有两个原因，一是阎锡山的同志会基干约有700人，除离开太原或已死去的，留在太原的约有500人，阎锡山曾要求基干在城破之时服毒自杀，因此取了“五百”这个数字，二是阎锡山可能想与历史上的田横五百壮士相媲美，借以扩大影响。
对于「五百人」，该调查报告也详细列明了调查所得的各人情况。调查报告称，“太原五百完人”中有的並非太原易手時死亡，有的是戰死或病死的，也有的竟是被閻錫山自己的特務机关处死的，甚至有的在進行調查時仍健在。該書將名單中認定為非自殺者有九大類：
1. 至1987年仍健在者：有任麗君、王子高、……等人。
2. 太原失守前已在別處戰死者：有趙恭、陳子文、……等人。
3. 被中共法庭處決者：有王存旺、游大成、……等人。
4. 被中共有關部門處死者：有孟華、唐守亭、劉永旺等人。
5. 因病去世者：有張文玉、王敬中、……等人。
6. 其他原因死亡者（非當時自殺者）：有楊茂、杜錦生、……等人。
7. 名字重覆者（本名、字號同指一人）：有許子久（許有恆）、張鳳鳴（張劍）。
8. 確有其人但是下落待查者：有宋移鳳、宋子珍、……等人。
9. 查無其人者（透過名錄、籍貫查尋各縣而不可得者）：有永和縣（四人）、吉縣（十人）、鄉寧縣（五人）、大寧縣（五人）、石樓縣（二人）合計二十六人。另外，警察局（三十三人）、消防隊（十四人），均不屬於這三個單位。
10. 另有一名日本人 晉樹德(原名今村方策）[11][3]

### 台湾
台湾解严之后，受政治氛围改变，「五百完人」的事蹟逐漸受到質疑。2009年臺北市政府文化局公告「太原五百完人紀念建築群」為市歷史建築，同時表示其“不盡符史實”。
2011年12月，台北市議員梁文傑引據中國大陆學者的調查報告指出太原五百完人故事為假，台北市政府卻仍每年用公帑祭祀，做法荒謬至極，要求取消。中央研究院近代史研究所副研究員陳儀深认为，应当還原歷史真相，有必要在「太原五百完人歷史建築群」處立牌說明此段歷史，並且不再用「祭祀」的名義祭拜。
台北市政府民政局歷年來曾以宗教祭祀的名目編列預算維護太原五百完人歷史建築群；自2011年起该名目预算正式取消。

### 其他
經歷史學者考據，太原五百完人之中，亦有許多中日戰爭之後部分被改編入國民政府軍的日本軍人。

### 引用
1. ↑  . 臺北: 國立臺灣大學出版中心. 2023年.
2. 1 2  柏光元、翟元章. . 文史月刊. 2002, (11): 61–64.
3. 1 2  . 凤凰网·历史·中国近代史. 凤凰新媒体. 2009-08-20  [2012-07-31]. （原始内容存档于2014-02-09）.
4. 1 2  曉沖. . 香港: 夏菲爾. 2003: 310–311. ISBN 9789628675609.
5. ↑  张珉. . 文化山西. 黄河新闻网. 2010-08-26  [2012-07-31]. （原始内容存档于2016-03-04）.
6. ↑  .   [2012-01-01]. （原始内容存档于2011-12-28）.
7. 1 2   (PDF). 臺北市政府文化局. 2009-03-26  [2010-10-30] （中文（臺灣））.[]
8. ↑  . 文化部文化資產局. （原始内容存档于2019-05-05）.
9. ↑  . 臺北: 山西文獻社. 1979年  [2014-01-02]. （原始内容存档于2014-05-02）.
10. ↑  胡清暉、林曉雲. . 自由電子報. 自由時報. 2011-12-28  [2012-07-31]. （原始内容存档于2012-01-10）.
11. ↑  太原五百完人調查報告，山西文史資料 第六十輯，1988年，第120-159頁
12. ↑  黃忠榮. . 自由電子報. 自由時報. 2011-12-28  [2012-07-31]. （原始内容存档于2012-02-13）.
13. ↑  政治中心. . 今日新聞網. 今日傳媒. 2011-02-14  [2012-07-31].